# Pelargonium pulchellum
Pelargonium pulchellum är en näveväxtart som beskrevs av John Sims. Pelargonium pulchellum ingår i släktet pelargoner, och familjen näveväxter. Inga underarter finns listade i Catalogue of Life.